# Échenevex
Échenevex là một xã ở tỉnh Ain, vùng Auvergne-Rhône-Alpes thuộc miền đông nước Pháp.

## Dân số

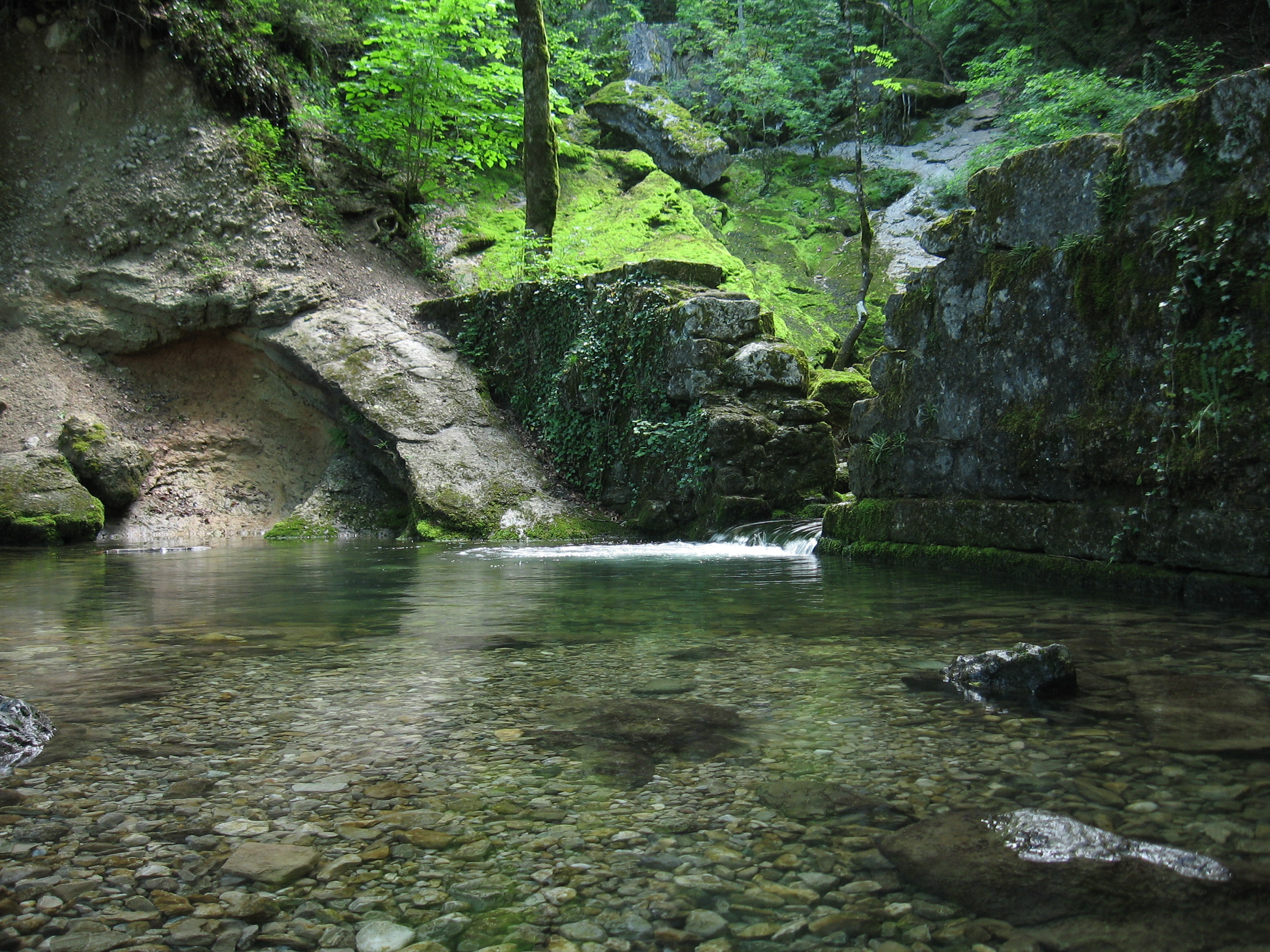
The source of the Allondon River

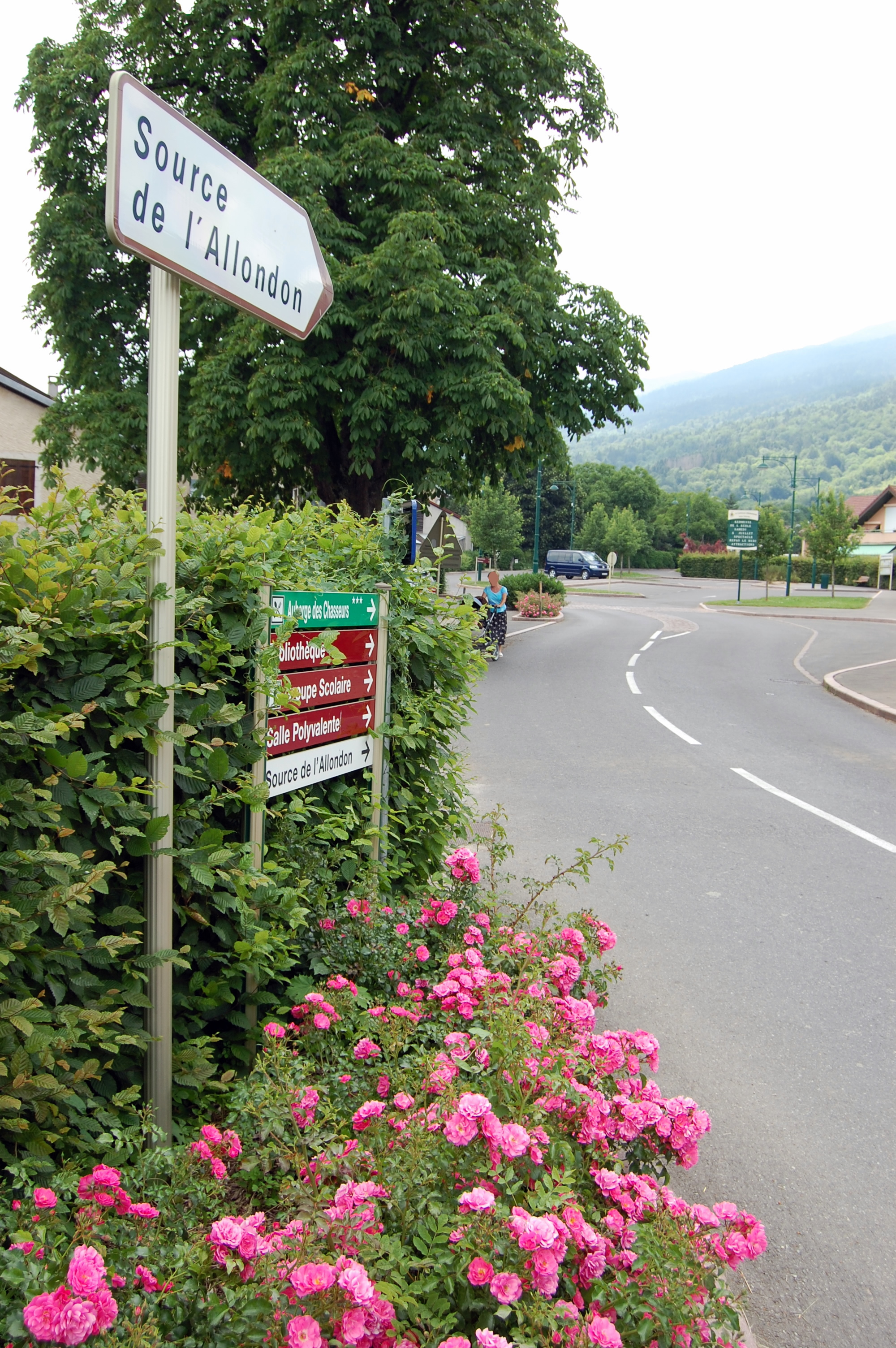
Way to Allondon source

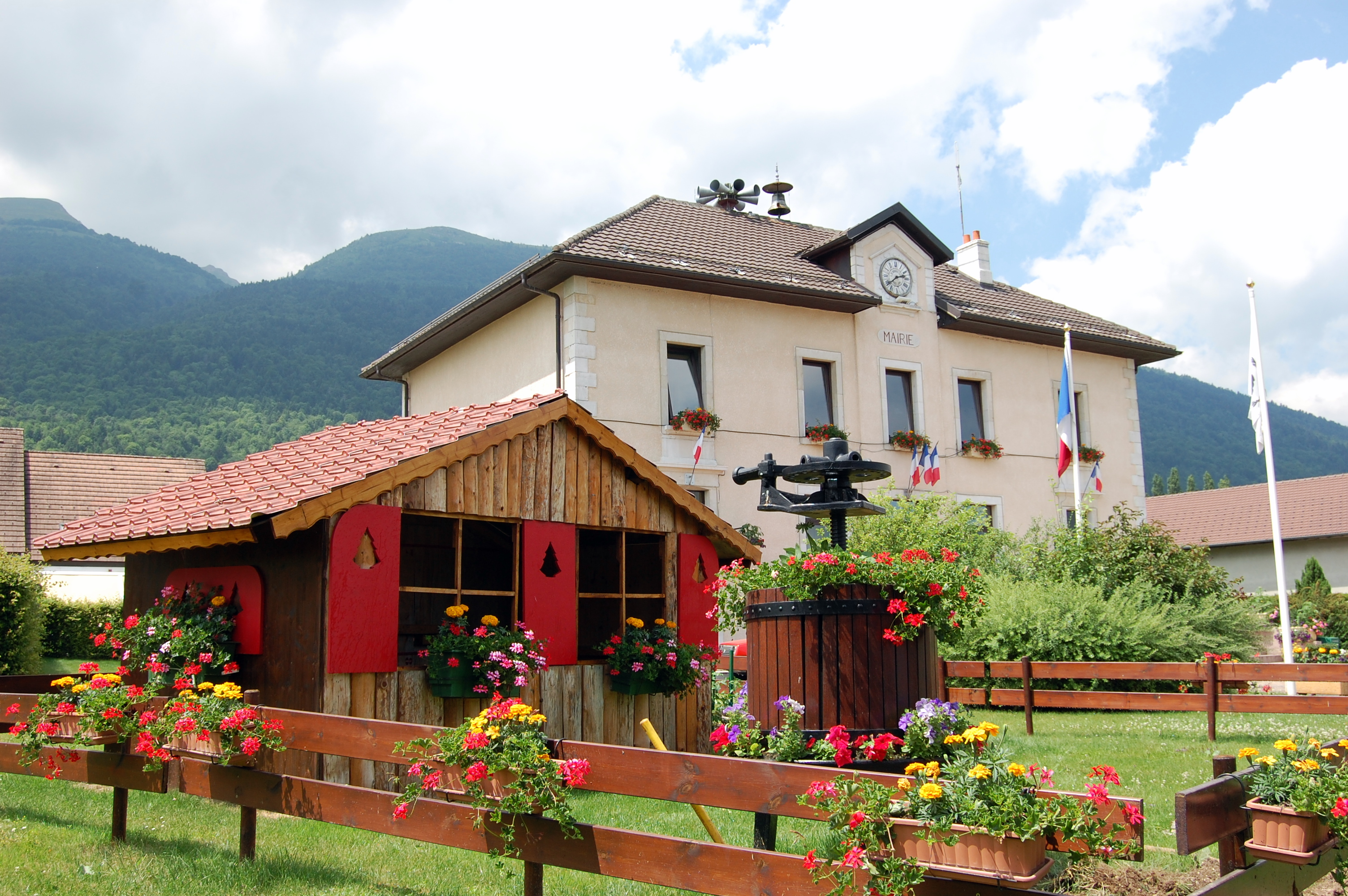
Echenevex cityhall

## Tham khảo

Panoramic view of Echenevex